# Manic Eden
Manic Eden was een niet lang bestaande hardrockband, bestaande uit voormalige leden van Whitesnake en Little Caesar.

## Bezetting
- Adrian Vandenberg (gitaar, keyboards, 1993-1994)
- Rudy Sarzo (basgitaar, 1993-1994)
- Tommy Aldridge (drums, percussie, 1993-1994)
- James Christian (leadzang, 1993)
- Ron Young[1] (leadzang, 1993-1994)

## Geschiedenis
Manic Eden werd opgericht in 1993 en bestond uit drie vijfde van de Whitesnake-bezetting uit het Slip of the Tongue-tijdperk, bestaande uit Adrian Vandenberg (gitaar), Rudy Sarzo (bas) en Tommy Aldridge (drums). Daarnaast speelden veteranen Sarzo en Aldridge tussen 1981 en 1982 samen in de band van Ozzy Osbourne en in de supergroep M.A.R.S., samen met gitarist Tony MacAlpine en zanger Rob Rock. Al deze muzikanten waren bekend voordat ze zich bij de bezetting van Whitesnake voegden: Sarzo had zijn debuut gemaakt als bassist voor Quiet Riot, Aldridge had gewerkt met bekende bands als Black Oak Arkansas, Pat Travers en Gary Moore, terwijl de Nederlander Adrian Vandenberg thuis een zeker succes had behaald met de band Vandenberg.
Het trio nam oorspronkelijk de voormalige House of Lords-zanger James Christian in dienst en begon materiaal te componeren. Kort voor het sluiten van het contract met een Japans label werd Christian vervangen door voormalig Little Caesar Ron Young. Young en Vanderberg werden de songwriters van het project. In 1994 kwam het gelijknamige Manic Eden uit, geproduceerd door Tom Fletcher (producent van Dangerous Toys).
Hoewel de band van plan was om in Europa te gaan toeren, waren de enige live data die werden ondernomen na de publicatie van het album onder controle van het Franse label CNR Music, een reeks akoestische optredens die op initiatief van de keten in platenwinkels in Frankrijk werden georganiseerd. Gezien het gebrek aan succes, besloot Adrian Vandenberg het project te staken om zijn relatie met David Coverdale te hervatten voor een laatste Whitesnake-plaat. De gitarist zou namelijk de Restless Heart-schijf in 1997 opnemen, tijdens het project omgedoopt tot David Coverdale's Whitesnake. Rudy Sarzo, die na een korte tijd weer teruggekeerd was bij de Whitesnake-bezetting met Vandenberg, verliet de laatste in 1994 en keerde in 1997 terug naar Quiet Riot.